# Carl Heinrich Edmund von Berg

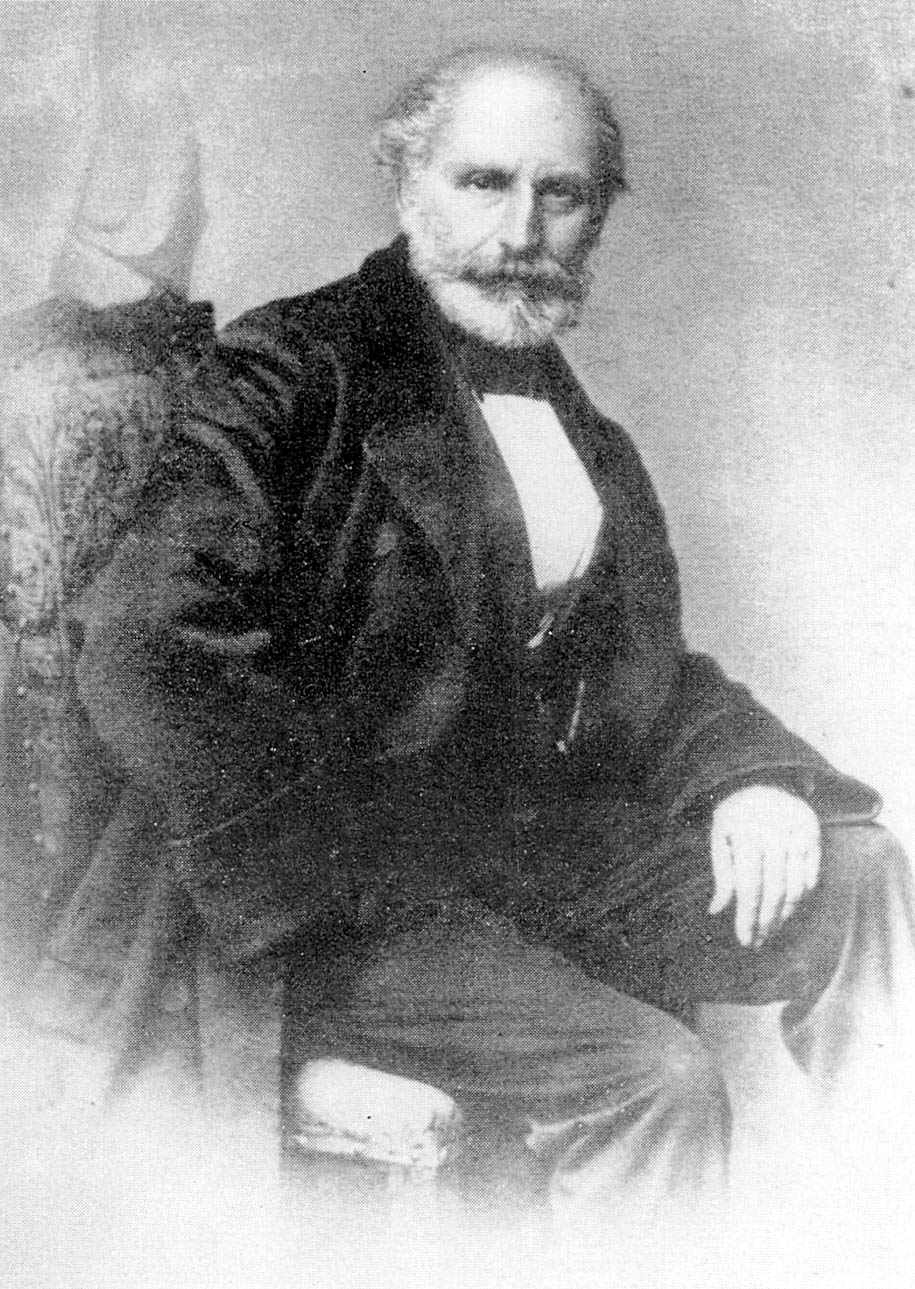
Carl Heinrich Edmund Freiherr von Berg

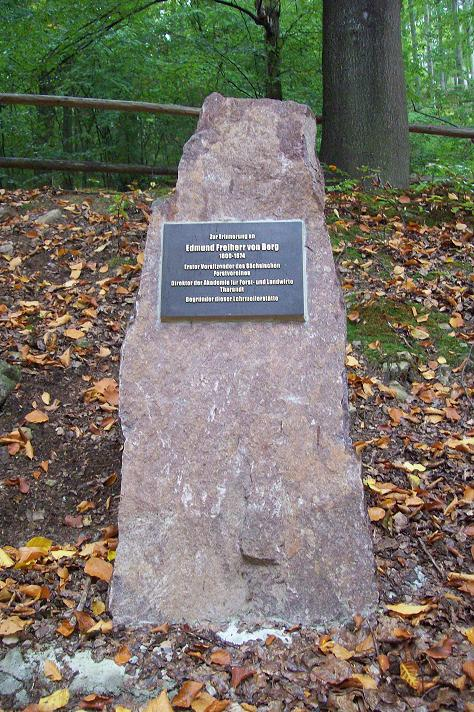
Gedenktafel des Sächsischen Forstvereins von 2012 an der Granitstele auf dem Meilerplatz in Tharandt

Carl Heinrich Edmund Freiherr von Berg (auch Karl Heinrich Edmund von Berg oder kurz Edmund von Berg; * 30. November 1800 in Göttingen; † 20. Juni 1874 in Schandau, Sachsen) war ein deutscher Forstwissenschaftler und Forstpraktiker. Er war der erste Autor, der die Wohlfahrtswirkungen des Waldes ausführlich darstellte und ihnen Vorrang vor der reinen Holzerzeugung einräumte. Bekannt wurde er zudem durch seinen Kampf gegen Nadelholz-Monokulturen im hannoverschen Berg- und Hügelland. Er war ein im In- und Ausland hoch angesehener und bedeutender Forstmann des 19. Jahrhunderts.

## Leben
Der Sohn des Juristen und Politikers Günther Heinrich von Berg aus der oldenburgischen Familie Berg, besuchte ab 1810 das Gymnasium Adolfinum Bückeburg und begann bereits im Alter von 15 Jahren ein Studium an der Forstakademie Dreißigacker (1815 bis 1817) bei Johann Matthäus Bechstein. Bis 1818 setzte er seine Ausbildung dann an der Universität Göttingen fort, wo er Natur- und Rechtswissenschaften studierte. Nachdem er 1818 in Bückeburg und 1819 in den hannoverschen Harzforsten in Lautenthal seine praktische Ausbildung absolviert hatte, kehrte er noch einmal nach Göttingen zurück und legte 1820 die forstliche Staatsprüfung ab.
Im gleichen Jahr trat er als Berg- und Forstamtsauditor beim Berg- und Forstamt Clausthal in hannoversche Staatsdienste. 1821 wurde von Berg an der dort neu gegründeten Forstschule Hilfslehrer und unterrichtete die Fächer Forsttechnologie, Entomologie, Jagdnaturgeschichte und Jagdkunde. Die stark militärisch geprägte Schule für das aus den freiwilligen Jägerverbänden der Befreiungskriege hervorgegangene Feldjägerkorps war der Clausthaler Bergschule angegliedert. Freiherr von Berg behielt seine Lehrtätigkeit bis 1833 bei, leitete aber auch danach noch forstliche Exkursionen. 1824 erhielt er die Ernennung zum Forstschreiber am Forst- und Bergamt mit Sitz und Stimme, 1830 diejenige zum Oberförster in Clausthal und erstem Referenten im Berg- und Forstamt. 1833 als wirklicher Oberförster und Chef der Forstinspektion nach Lauterberg versetzt, führte er die von Johann Martin Wilhelm von Uslar begründete Meisterschule zur praktischen Ausbildung junger Forstleute weiter.
Im Jahr 1845 folgte er einem Ruf als Königlich sächsischer Oberforstrat und Direktor der Akademie für Forst- und Landwirte nach Tharandt in Sachsen, wo er die Nachfolge des verstorbenen Akademiegründers Heinrich Cotta antrat. Er las die Fächer Staatsforstwirtschaftslehre, Forsteinrichtung, Forstbenutzung und Forstgeschichte. Ab 1846 leitete er zudem die Redaktion des Forstwissenschaftlichen Jahrbuchs der Akademie Tharandt, die er bis 1864 auch herausgab. Weitere Veröffentlichungen von ihm erschienen unter anderem in der Allgemeinen Forst und Jagdzeitung sowie später in der Monatsschrift für das Forst- und Jagdwesen. 1849 wurde Freiherr von Berg Mitglied des Landeskulturrats. 1866 wurde er von der Universität Leipzig mit der Ehrendoktorwürde geehrt.
Berg wurde vielfach zu Kommissionen von großem Umfang herangezogen, wie z. B. von der russischen Regierung in Finnland (1858) oder in Polen (1865), und bereiste wiederholt Schweden, Norwegen, die Alpenländer, Ungarn und Deutschland, worüber er auch eine Reihe von forstlich-geographischen Reiseberichten verfasste.
Seit 1866 pensioniert, starb Carl Heinrich Edmund Freiherr von Berg am 20. Juni 1874 in Schandau. Der Sächsische Forstverein e. V. widmete ihm an der im September 2011 vom Verkehrs- und Verschönerungsverein Tharandter Wald e. V. Kurort Hartha zur Verfügung gestellten und vom Forstbezirk errichteten Granitstele am 13. Oktober 2012 eine Gedenktafel auf dem Meilerplatz in Tharandt. Am 15. Juni 2021 wurde das 1960 erbaute Gebäude der Forsttechnik auf dem Forst-Campus der TU Dresden an der Dresdner Straße 24 in Tharandt nach Edmund von Berg benannt.
Edmund von Berg heiratete am 26. August 1825 Mathilde Auguste von Hammerstein (* 19. April 1804).

## Leistungen
Carl Heinrich Edmund Freiherr von Berg war der erste, der ausführlich auf den Einfluss der Wälder auf das Wohlbefinden und den Wohlstand der Menschen einging. In seinem Handbuch Staatsforstwirtschaftslehre (1850) kam für ihn die rein ökonomische Betrachtung des Waldes, wie etwa eine nachhaltige Holzerzeugung, erst zweitrangig nach dessen Wohlfahrtswirkungen:

„Zur Erreichung des einen Staatszwecks – die physische Erhaltung und Wohlfahrt der Staatsbürger – ist eine vollkommene, den jeweiligen Verhältnissen des Landes entsprechende Benutzung des Bodens nothwendig, und darin ist das Recht der Culturgesetzgebung überhaupt begründet. Es liegt aber in der Natur der Privatwirthschaft, daß Jeder die Form der Wirthschaft vorziehen wird, welche in dem kleinsten Zeitraume den höchsten Ertrag gewährt, selten wird sich der Privatmann darum kümmern, welche Folgen sich für die Mit- und Nachwelt aus der Zerstörung eines Gutes herausstellen werden, wenn er den größten Vortheil dabei findet. Es tritt also dann ein Widerstreit des öffentlichen Interesses mit dem Privatinteresse ein, welches bei dem Waldgewerbe der Fall ist und wo dann das letztere dem ersteren weichen muss.“

Die Staatsregierung müsse nach von Berg daher an erster Stelle dieses Ziel verfolgen:

„Die Erhaltung der Waldungen in einem solchen Umfange, in einer solchen Vertheilung im Lande und an den Orten, daß dadurch ihre wohlthätigen Einflüsse auf das Klima, die Fruchtbarkeit, Gesundheit und Schönheit des Landes gesichert erscheinen.“

Es erstaunt daher nicht, dass er ein entschiedener Gegner der von Max Preßler entwickelten Bodenreinertragslehre war. Außerdem bekämpfte er besonders den exzessiven Nadelholzanbau. Schon 1834/1835 (in Buchform 1844) hatte er sich in der Schrift Über das Verdrängen der Laubwälder im nördlichen Deutschlande durch die Fichte und die Kiefer gegen den ausufernden Fichtenanbau im hannoverschen Berg- und Hügelland gewandt. Dieser sei besonders an den Rändern des Harzes geradezu zur Mode geworden, schrieb von Berg. Der Grund dafür sei leicht nachvollziehbar:

„Es ist nichts einfacher als der Anbau und die demnächstige Bewirthschaftung der Fichte, die Kosten des ersten Anbaus sind geringer, und nichts ist reizender als die hohen Naturalerträge, welche man von derselben für die Zukunft zu berechnen im Stande ist.“

Von Berg verwies jedoch auf die hohe Schadanfälligkeit der Fichte gegenüber Stürmen und Borkenkäfern, aufgrund derer „ein Fichtenwald nie ein Capital ist, für dessen völlige Benutzung in einer bestimmten Zeit man mit Sicherheit rechnen kann (…) und daß deßhalb die (Ertrags-)Berechnungen, welche darauf keine Rücksicht nehmen, sehr trügerisch sind.“ Von Berg hatte damit schon zu seiner Zeit in Lauterberg ein Problem erkannt, das der Forstwirtschaft noch bis zum Ende des 20. Jahrhunderts und darüber hinaus viel Kopfzerbrechen bereiten sollte. Von Berg riet daher, die Fichte dort zu verwenden, wo andere Baumarten nicht erfolgreich angebaut werden können, doch stets nur als letztes Mittel. Er empfahl zudem, gemischte Bestände im Femelbetrieb zu bewirtschaften, damit diese nicht alsbald zu reinen Fichtenwäldern werden. Dieses Mischbestandsproblem ist seither Gegenstand ständiger Bemühungen der Harzer Forstwirtschaft geblieben.
Freiherr von Berg war zudem ein Kenner der Technik des Verkohlens von Holz, über die er bereits im Jahr 1830 eine praktische Anleitung verfasst hatte. Auch in Tharandt regte er an, zur praktischen Unterweisung der Forststudenten einen Kohlenmeiler anzulegen, was 1846 geschah. Ohnedies förderte er das forstliche Versuchswesen und gehörte zu den Begründern des forstlichen Vereinswesens. So war von Berg Mitbegründer des Harzer Forstvereins und 1847 des Sächsischen Forstvereins.
Seine forst- und jagdhistorischen Veröffentlichungen sind auch heute noch für die Wissenschaft wichtige Quellen. Er war zudem ein bedeutender forstlicher Lehrer, der auch an höheren Forstlehranstalten einen Unterricht mit starker Praxisbezogenheit vertrat. Mit dieser Einstellung wirkte er stark auf seinen Freund Heinrich Christian Burckhardt, an dessen forstlicher Wesensbildung er großen Anteil hatte.

## Schriften

### Eigenständige Veröffentlichungen
- Anleitung zum Verkohlen des Holzes. Ein Handbuch für Forstmänner, Hüttenbeamte, Technologen und Cameralisten. Carl Wilhelm Leske, Darmstadt 1830 (eingeschränkte Vorschau in der Google-Buchsuche [abgerufen am 20. Juni 2024]). (2. Aufl. 1860.)
- Lauterberg am Harz und seine Umgebung. Zunächst für die Besucher der Waßerheilanstalt. Schweigersche Buchhandlung, Clausthal 1841 (eingeschränkte Vorschau in der Google-Buchsuche [abgerufen am 20. Juni 2024]). (2. Aufl. 1844.)
- Über das Verdrängen der Laubwälder im nördlichen Deutschlande durch die Fichte und die Kiefer. In forstlicher und nationalökonomischer Hinsicht beleuchtet. Carl Wilhelm Leske, Darmstadt 1844 (eingeschränkte Vorschau in der Google-Buchsuche [abgerufen am 20. Juni 2024]).
- Die Jagdfrage im Jahre 1848 und die deutsche Jagdgesetzgebung vom Jahre 1848. Arnoldische Buchhandlung, Dresden und Leipzig 1849 (eingeschränkte Vorschau in der Google-Buchsuche [abgerufen am 20. Juni 2024]).
- Vortrag des Oberforstrath von Berg die Forstreform betreffend. Sachsens Forstreform (Band 5), Dresden 1849.
- Staatsforstwirtschaftslehre. Ein Handbuch für Staats- und Forstwirthe. F. A. Brockhaus, Leipzig 1850 (eingeschränkte Vorschau in der Google-Buchsuche [abgerufen am 20. Juni 2024]).
- Die Forstwissenschaftslehre. Leipzig 1850.
- Das Forsteinrichtungswesen im Königreich Sachsen. Geschichtlich dargestellt. Arnoldische Buchhandlung, Leipzig 1854 (eingeschränkte Vorschau in der Google-Buchsuche [abgerufen am 20. Juni 2024]).
- Aus dem Osten der österreichischen Monarchie. Ein Lebensbild von Land und Leuten. G. Schönfeld’s Buchhandlung, Dresden 1860 (eingeschränkte Vorschau in der Google-Buchsuche [abgerufen am 20. Juni 2024]).
- Betrachtungen über den Einfluß der kleineren deutschen Staaten auf die Entwickelung und den Fortschritt des Forstwesens. G. Schönfeld’s Buchhandlung, Dresden 1867 (eingeschränkte Vorschau in der Google-Buchsuche [abgerufen am 20. Juni 2024]).
- Pürschgang im Dickicht der Jagd und Forstgeschichte. G. Schönfeld’s Buchhandlung, Dresden 1869 (eingeschränkte Vorschau in der Google-Buchsuche [abgerufen am 20. Juni 2024]). (Reprint Leipzig 1974.)
- Geschichte der deutschen Wälder bis zum Schluß des Mittelalters. Ein Beitrag zur Culturgeschichte. G. Schönfeld’s Verlagsbuchhandlung, Dresden 1871 (eingeschränkte Vorschau in der Google-Buchsuche [abgerufen am 20. Juni 2024]). (Reprint Amsterdam 1966.)
- Forststatistisches aus Elsaß-Lothringen. Nach amtlichen Erhebungen zusammengestellt. Straßburg 1880.

### Bearbeitungen
- Heinrich Cotta: Anweisung zum Waldbau (8. Aufl., Leipzig 1856).
- Friedrich Ernst Jester: Kleine Jagd (4. Aufl., Leipzig 1859).
- Mittheilungen über die forstlichen Verhältnisse in Elsaß-Lothringen. Im Auftrage des Ministeriums, Abtheilung für Finanzen und Domänen. Straßburg 1883.